# کارکرد جزیره‌ای
کارکرد جزیره‌ای (انگلیسی: Islanding) به معنی شرایطی است که در آن ژنراتور تولید پراکنده در صورتی که برق شبکه که از تاسیسات برقی می‌آید قطع شود، به تولید برق ادامه می‌دهد.